# Glyskolja
Glyskolja (Trisopterus minutus) är en fisk i torskfamiljen.

## Utseende
Glyskoljan blir upp till 30 centimeter lång och kan nå en vikt av 0,3 kilogram. Fisken är tämligen slank, ljusbrun på ovansidan, mer silverfärgad på sidorna till rent vit på buken. Den har 3 ryggfenor och 2 analfenor som, till skillnad från hos skäggtorsken, som den liknar, ej möts vid basen. Den har en tydlig skäggtöm under hakan.

## Utbredning
Den lever i östra Atlanten från Sydnorges kust, runt Brittiska öarna, i Skagerrak och söderut längs Nordafrikas kust till norra Marocko. Även vid Danmark och Västsverige. 

## Vanor
Glyskoljan lever i mindre stim på 15-250 meters djup nära botten. Ungfiskarna uppehåller sig i grundare vatten. 
Glyskoljan livnär sig på bottenlevande kräftdjur, blötdjur och mindre fiskar. 
Den kan bli upp till 5 år gammal, dock sällan mer än 3 år.

## Fortplantning
Glyskoljan leker under vår och tidig sommar på 50-100 meters djup. I Medelhavet kan leken börja redan under vintern. Ägg och yngel är pelagiska. Den blir könsmogen vid omkring 1 års ålder.